# 데이비드 리드 (권투 선수)
데이비드 테럴 리드(영어: David Terrell Reid, 1973년 9월 17일~)는 미국의 전직 권투 선수이다. 미국 국가대표 선수로 활동하여 1996년 하계 올림픽 남자 라이트미들급 종목에서 금메달을 획득했다. 1997년에 프로로 전향하여 1999년 세계 복싱 협회(WBA) 슈퍼웰터급 세계 챔피언에 올랐다. 